# Liste des gentilés de Belgique
Cet article donne l'ensemble des gentilés de Belgique au masculin pluriel, par région et province.
- Belgique : Belge (invariant au féminin)

## Région de Bruxelles-Capitale
- Bruxellois(e)
  - Bruxelles ou Bruxelles-ville : Bruxellois (prononcer « Brusselles » et « Brussellois »)
    - Haren  : Harenois
    - Laeken : Laekenois
    - Les Marolles : Marolliens
    - Neder-Over-Heembeek : Hembeekois

  - Anderlecht : Anderlechtois
  - Auderghem : Auderghemois
  - Berchem-Sainte-Agathe : Berchemois
  - Etterbeek : Etterbeekois
  - Evere : Everois
  - Forest : Forestois
  - Ganshoren : Ganshorenois
  - Ixelles : Ixellois
  - Jette : Jettois
  - Koekelberg : Koekelbergeois
  - Molenbeek-Saint-Jean : Molenbeekois
  - Saint-Gilles : Saint-Gillois
  - Saint-Josse-ten-Noode : Tennoodois
  - Schaerbeek : Schaerbeekois
  - Uccle : Ucclois
  - Watermael-Boitsfort : Watermaeliens et Boitsfortois
  - Woluwe-Saint-Lambert : Woluwéens ou Saint-Lambertiens
  - Woluwe-Saint-Pierre : Woluwéens ou Wolusanpétrusiens

## Région flamande
- Flamand(e)

### Province d'Anvers
- Anversois(e)
  - Anvers (chef-lieu de province) : Anversois
  - Malines : Malinois

### Province du Brabant flamand
- Brabançon(ne)
  - Biévène : Biévénois
  - Crainhem : Crainhemois
  - Drogenbos : Drogenbossois
  - Hal : Hallois
  - Linkebeek : Linkebeekois
  - Louvain (chef-lieu de province) : Louvanistes
  - Rhode-Saint-Genèse : Rhodiens
  - Tirlemont : Tirlemontois
  - Wemmel : Wemmelois
  - Wezembeek-Oppem : Wezembeekois

### Province de Flandre-Occidentale
- Ouestflandrien(ne)
  - Blankenberge : Blankenbergeois
  - Bruges (chef-lieu de province) : Brugeois
  - Courtrai : Courtraisiens
  - Espières-Helchin
    - Espierres : Espierrois
    - Helchin : Helchinois

  - Furnes : Furnois
  - Menin : Meninois
  - Messines : Messinois
  - Ostende : Ostendais
  - Roulers : Roulariens
  - Ypres : Yprois

### Province de Flandre-Orientale
- Estflandrien(ne)
  - Alost : Alostois
  - Audenarde : Audenardais
  - Gand (chef-lieu de province) : Gantois
  - Grammont : Grammontois
  - Renaix : Renaisiens
  - Termonde : Termondois

### Province de Limbourg
- Limbourgeois(e)
  - Fourons : Fouronnais
  - Hasselt (chef-lieu de province) : Hasseltois
  - Herstappe : Herstappiens
  - Saint-Trond : Trudonnaires

## Région wallonne[1]
- Wallon(ne)

### Province du Brabant wallon
- Brabançon(ne). L'hymne national belge est La Brabançonne.
  - Beauvechain : Beauvechinois
    - l'Ecluse : (l')Eclusiens
    - Hamme-Mille : Hamme-Millois
    - Nodebais :  Nodebaisiens
    - Tourinnes-la-Grosse : Tourinnois

  - Braine-l'Alleud: Brainois
    - Lillois-Witterzée : Lilloisiens
      - Witterzée : Witterzéens

    - Ophain-Bois-Seigneur-Isaac : Ophinois

  - Braine-le-Château : Castelbrainois ou Brainois
    - Wauthier-Braine : Brainois
      - Noucelles : Noucellois

  - Chastre : Chastrois
    - Blanmont : Blanmontois
    - Cortil-Noirmont : Cortillois
      - Noirmont : Noirmontois

    - Gentinnes : Gentinnois
    - Saint-Géry : Gaugériciens
    - Villeroux : Villerousiens ou Villeroussins

  - Chaumont-Gistoux : Chaumontois
    - Bonlez : Bonléziens
    - Corroy-le-Grand : Corroyen
    - Dion-le-Mont : Dion(n)ais ou Dion-le-Montois
    - Dion-le-Val : Dion(n)ais
    - Longueville : Longuevillois

  - Court-Saint-Étienne : Stéphanois
    - La Roche : Rochois
    - Sart-Messire-Guillaume : Sartois
    - Tangissart : Tangissartois

  - Genappe : Genappiens
    - Baisy-Thy : Baisythois
    - Bousval : Bousvaliens
    - Glabais : Glabaisiens
    - Houtain-le-Val : Houtinois
    - Loupoigne : Loupoignais
    - Vieux-Genappe : Vieux-Genappiens
      - Promelles : Promellois

    - Ways : Waysiens

  - Grez-Doiceau : Gréziens
    - Archennes : Archennois
    - Biez : Biéziens
    - Bossut-Gottechain : Bossutois
      - Pecrot : Pécrotois

    - Nethen : Nethénois

  - Hélécine : Hélécinois
    - Linsmeau : Linsmeautois
    - Neerheylissem : Neerheylissem(m)ois
    - Opheylissem : Opheylissem(m)ois

  - Incourt : Incourtois
    - Glimes : Glimois
    - Opprebais : Opprebaisiens
      - Sart-Risbart : Sart-Risbartois

    - Piétrebais : Piétrebaisins
    - Roux-Miroir : Roux-Miriens

  - Ittre : Ittrois
    - Haut-Ittre : Haut-Ittrois
    - Virginal-Samme : Virginalois

  - Jodoigne : Jodoignois
    - Dongelberg : Dongelbregeois
    - Jauchelette : Jauchelettois
    - Jodoigne-Souveraine : Jodoignois
    - Lathuy : Lathuysois
    - Mélin : Mélinois
    - Piétrain : Piétrinois
    - Saint-Jean-Geest : Geestois
    - Saint-Remy-Geest : Geestois
    - Zétrud-Lamay : Zétrudois

  - La Hulpe : (La )Hulpois
  - Lasne : Lasnois
    - Lasne-Chapelle-Saint-Lambert : Chapellois (Chaplîs en dialecte local )
    - Couture-Saint-Germain : Couturois
      - Sauvagemont : Sauvagemontois

    - Maransart : Maransartois
    - Ohain : Ohinois
    - Placenoit : (Placenotîs en dialecte local )

  - Mont-Saint-Guibert : Guibertins
    - Corbais : Corbaisiens
    - Hévilliers : Hévillersois

  - Nivelles : Nivellois
    - Baulers : Baulersois
    - Bornival : Bornivalois
    - Monstreux : Monstreusiens
    - Thines : Thinois

  - Orp-Jauche : Orp-Jauchois
    - Enines : Eninois
    - Folx-les-Caves : Folx-les-Caviens
    - Jandrain-Jandrenouille : Jandrinois
    - Jauche : Jauchois
    - Madrilles : Marillois
    - Noduwez : Noduwéziens
    - Orp-le-Grand : Orpois

  - Ottignies-Louvain-la-Neuve : Ottintois
    - Céroux-Mousty : Cérousiens
    - Limelette : Limelettois
      - Pinchart : Pinchartois
      - Rofessart : Rofessartois

    - Louvain-la-Neuve : Néo-Louvanistes
    - Ottignies : Ottintois

  - Perwez : Perwéziens
    - Malèves-Sainte-Marie-Wastines : Maléviens
    - Orbais : Orbaisiens
    - Thorembais-les-Béguines : Thorembaisiens
    - Thorembais-Saint-Trond : Thorembaisiens

  - Ramillies :  Ramillois
    - Autre-Eglise : Autre-Eglisois
      - Hédenge : Hédengeois

    - Gérompont : Gérompontois
      - Bomal : Bomalois
      - Mont-Saint-André : Montois
      - Geest-Gerompont-Petit-Rosière
        - Geest-Gerompont : Geestois
        - Petit-Rosière : Petit-Rosièrois ou Rosièrois

    - Grand-Rosière-Hottomont
      - Grand-Rosière : Grand-Rosièrois ou Rosièrois
      - Hottomont : Hottomontois

    - Huppaye : Huppaytois
    - Ramilies-Offus
      - Offus : Offusiens

  - Rebecq : Rebecquois
    - Bierghes : Bierghois
      - Wisbecq : Wisbecquois

    - Quenast : Quenastois
    - Rebecq-Rognon : Rognonnais

  - Rixensart : Rixensartois
    - Genval : Genvalois
    - Rosières  : Rosièrois

  - Tubize : Tubiziens
    - Clabecq : Clabecquois
    - Oisquercq : Oisquercquois
    - Saintes : Saintois

  - Villers-la-Ville : Villersois
    - Marbais : Marbaisiens
      - Marbisoux : Marbistois ou Marbisoutois

    - Mellery : Mellerysiens
    - Sart-Dames-Avelines : Sartois
      - Jumerée : Jumeréens

    - Tilly : Tillyciens

  - Walhain : Walhinois
    - Nil-Saint-Vincent-Saint-Martin : Nilois
      - Nil-Saint-Martin : Nilois
      - Nil-Saint-Vincent : Nilois

    - Tourinnes-Saint-Lambert : Tourinnois
      - Libersart : Libersartois

  - Waterloo : Waterlootis puis Waterlootois après le 1er janvier 1977
  - Wavre (chef-lieu de province) : Wavriens
    - Bierges : Biergeois
    - Limal : Limalois
      - Profondsart : Profonsartois

### Province de Hainaut
- Hainuyer, Hainuyère
  - Aiseau-Presles : Aiseau-Preslois
    - Aiseau : Aiseliens
    - Pont-de-Loup : Lupipontains
    - Presles : Preslois
    - Roselies : Roseliens

  - Anderlues : Anderlusiens (Bourlet(t)îs dans le dialecte local)
  - Antoing : Antoiniens
    - Bruyelle : Bruyellois
    - Calonne : Calonnois
    - Fontenoy : Fontenoysiens
    - Maubray : Maubraisiens ( Montberlot ou Monberlot en dialecte local)
    - Péronnes-lez-Antoing : Péronnais

  - Ath :  Athois
    - Arbre : Arbrois ou Arbroisiers
    - Bouvignies : Bouvignois
    - Ghislenghien : Ghislenghienois ou Ghislenghiennois
    - Gibecq : Gibecquois
    - Houtaing : Houtainois ou Houtinois
    - Irchonwelz : Irchonwelziens ou (Urchons en dialecte local)
    - Isières : Isièrois
    - Lanquesaint : Lanquesaintois
    - Ligne : Lignois
    - Maffle : Mafflois ou (Mafflous en dialecte local)
    - Mainvault : Mainvaultois
    - Meslin-l'Évêque : Meslinois
    - Moulbaix : Moulbaisiens
    - Ormeignies : Ormeigniens
      - Autreppe : Autreppiens

    - Ostiches : Ostichois
    - Rebaix : Rebaisiens
    - Villers-Notre-Dame : Villersois
    - Villers-Saint-Amand : Villersois

  - Beaumont : Beaumontois
    - Barbençon : Barbençonnais
    - Leugnies : Leugniens ou Lunisiens
    - Leval-Chaudeville
      - Leval : Levallois
      - Chaudeville : Chaudevillois

    - Renlies : Renlisiens
    - Solre-Saint-Géry : Solréziens ou Solrésiens
    - Strée : Strétois
    - Thirimont : Thirimontois

  - Beloeil : Beloeillois
    - Aubechies : Aubechois
    - Basècles : Basèclois
    - Ellignies-Saint-Anne : Ellignois
      - Robersart : Robersartois

    - Grandglise : Grandglisois
    - Quevaucamps : Quevaucampois ou Equicampuciens
    - Ramegnies : Ramegniens ou Raminiens
    - Stambruges : Stambrugeois (Campenaire en dialecte local)
    - Thumaide : Thumaidiens
    - Wadelincourt : Wadelincourtois

  - Bernissart : Bernissartois
    - Blaton : Blatoniens
    - Harchies : Harchésiens
    - Pommerœul : Pommerœulois
    - Ville-Pommerœul : Ville-Pommerœulois

  - Binche : Binchois (Binchous en dialecte local)
    - Bray : Braytois (Brèyous dans le dialecte local)
    - Buvrinnes : Buvrinnois (Bénous en dialecte local)
    - Epinois : Spinaciens
    - Leval-Trahegnies : Levallois et Tragniérois
    - Péronnes-lez-Binche : Péronnais
    - Ressaix : Ressaisiens
    - Waudrez : Waudréziens

  - Boussu : Boussutois
    - Hornu : Hornutois

  - Braine-le-Comte : Brainois
    - Hennuyères : Hennuyèrois
    - Henripont : Henripontoits
    - Petit-Roeulx-lez-Braine : Petit-Rhodiens
    - Ronquières : Ronquièrois
    - Steenkerque : Steenkerquois

  - Brugelette : Brugelettois
    - Attre : Attrois
    - Cambron-Casteau : Cambroniens ou Castelcambroniens
    - Gages : Gageois
    - Mévergnies : Mévergniens

  - Brunehaut : Brunehautois ou Brunehaltois
    - Bléharies : Bléhariens
    - Guignies : Guignisiens
    - Hollain : Hollinois
    - Howardries : Howardriens ou Howardiciens
    - Jollain-Merlin : Jollainois ou Jollain-Merlinois
    - Laplaigne : Laplaignois
    - Lesdain : Lesdinois
    - Rongy : Rongyciens
    - Wez-Velvain : Wézois ou Wéziens
      - Velvain : Velvinois

  - Celles : Cellois
    - Escanaffles : Escanafflois
    - Molenbaix : Molenbaisiens
    - Popuelles : Popuellois
    - Pottes : Pottois
    - Velaines : Velainois

  - Chapelle- lez-Herlaimont : Chapellois (Tchaplous en dialecte local)
    - Godarville : Godarvillois
    - Piéton : Piétonais ou Piétonnais

  - Charleroi : Carolorégiens (abrégé en Carolos)
    - Couillet : Couilletois
    - Dampremy : Damrémois ou Damprémois
    - Gilly : Gilliciens
    - Gosselies : Gosseliens
    - Goutroux : Goutrousiens
    - Jumet : Jumétois ou Juméttois
    - Lodelinsart : Lodelinsartois
    - Marchienne-au-Pont : Marchiennois
      - Docherie : Dochards

    - Marcinelle : Marcinellois
    - Monceau-sur-Sambre : Moncellois
    - Montignies-sur-Sambre : Montagnards
    - Mont-sur-Marchienne : Mont-sur-Marchiennois
    - Ransart : Ransartois
    - Roux : Roviens

  - Châtelet : Chateletains
    - Bouffioulx : Bouffaloniens ou Buffaloniens
    - Châtelineau : Castelinois

  - Chièvres : Chièvrois ou Chiévrois
    - Chièvres
      - Vaudignies : Vaudigniens

    - Grosage : Grosageois
    - Hussignies : Husseigniens
    - Ladeuze : Ladeuzois
    - Tongre-Notre-Dame : Tongrois
    - Tongre-Saint-Martin : Tongrois

  - Chimay : Chimaciens
    - Baileux : Baileusiens
      - Boutonville : Boutonvillois

    - Bailièvre : Baileporains
    - Bourlers : Bourlésiens
    - L'Escaillère : Escaillons
    - Forges : Forgerons
    - Lompret : Lomprétois ou Lomprettois
    - Rièzes : Rièzois
      - Nimelette : Nimelettois

    - Robechies : Robechisiens
    - Saint-Remy : Saint-Remisiens
    - Salles : Salaisiens
    - Scourmont : Scourmontois
    - Vaulx : Vaulxois
    - Villers-la-Tour : Villersois
    - Virelles : Virellois

  - Colfontaine : Colfontainois
    - Pâturages : Pâturageois
    - Warquignies : Warquigniens
    - Wasmes : Wasmois

  - Comines-Warneton : Cominois ou Comino-Wartonois
    - Bas-Warneton : Bas-Warnetonnois
    - Comines : Cominois
      - Ten-Brielen : Ten-brielois ou Capellois

    - Houthem : Houthemois
    - Le Bizet : Bizetois
    - Ploegsteert : Ploegsteertois
      - Bizet : Bizetois

    - Warneton : Warnetonois (Mountches en dialecte local)

  - Courcelles : Courcellois
    - Gouy-lez-Piéton : Gouytois
    - Souvret : Souvretois
    - Trazegnies : Trazegniens

  - Dour : Dourois
    - Blaugies : Blidégoriens ou Blidagoriens
    - Elouges : Elougeois
    - Wihéries : Wihérisiens

  - Ecaussinnes : Ecaussinnois
    - Marche-lez-Ecaussinnes :  Marchois ou Ecausinnois
    - Ecaussinnes-d'Enghien : Ecausinnois
    - Ecaussinnes-Lalaing : Ecausinnois

  - Ellezelles : Ellezellois
    - Lahamaide : Lahamaidois
    - Wodecq : Wodecqois

  - Enghien : Enghiennois
    - Marcq-lez-Enghien : Marcquois
    - Petit-Enghien : Petit-Enghiennois

  - Erquelinnes : Erquelinnois
    - Bersillies-l'Abbaye : Bersilliens
    - Grand-Reng : Grand-Rentois
    - Hantes-Wihéries : Hantois
    - Montignies-Saint-Christophe : Montagnards
    - Solre-sur-Sambre : Solréziens ou Solrésiens

  - Estaimpuis : Estaimpuisiens
    - Bailleul : Bailleulois
    - Estaimbourg : Estaimbourgeois
    - Evregnies : Evregniens
    - Leers-Nord : Leersois
    - Néchin : Néchinois
    - Saint-Léger : Saint-Légériens

  - Estinnes : Estinnois
    - Croix-lez-Rouveroy : Croisés
    - Estinnes-au-Mont : Estinnois
    - Estinnes-au-Val : Estinnois
    - Fauroeulx : Faurodiniens
    - Haulchin : Haulchinois
    - Peissant : Peissantois
    - Rouveroy : Roborinriens
    - Vellereille-les-Brayeux : Vellereillois
    - Vellereille-le-Sec : Vellereillois

  - Farciennes : Farciennois
    - Pironchamps : Pironchampois

  - Fleurus : Fleurusiens (Bernardins en dialecte local)
    - Brye : Bryois ou Brayards
    - Heppignies : Heppinois
    - Lambusart : Lambusartois
    - Saint-Amand : Amandinois
    - Wagnelée : Wagneléens
    - Wanfercé-Baulet : Wanfercéens
      - Baulet : Bauletois

    - Wangenies : Wangeniens

  - Flobecq : Flobecquois
  - Fontaine-l'Évêque : Fontainois
    - Forchies-la-Marche : Filamarchois
    - Leernes : Leernois

  - Frameries : Framerisois (Framerisous en dialecte local)
    - Eugies : Eugéiens ou Uginiens
    - La Bouverie : Bouverisois ou Bouvérinois
    - Noirchain : Noirchainois
    - Sars-la-Bruyère : Sarois

  - Frasnes-lez-Anvaing : Frasnois
    - Anvaing : Anvinois
      - Ellignies-lez-Frasnes : Elligniens

    - Arc-Ainières : Arc-Ainièrois
    - Buissenal : Buissenalois
    - Cordes : Cordois
    - Dergneau : Dergneautois
    - Forest : Forestois
    - Frasnes-lez-Buissenal : Frasnois
    - Hacquegnies : Hacquegniens
    - Herquegies : Herquegiens
    - Montroeul-au-Bois : Montrœulois
    - Moustier : Moustinois
    - Œudeghien : Œudeghiennois ou Œudeghenois
    - Saint-Sauveur : Saint-Salvatoriens ou Salvatoriens
    - Wattripont : Wattripontois

  - Froidchapelle : Froidchapellois
    - Boussu-lez-Walcourt : Boussutois
    - Erpion : Erpionais
    - Fourbechies : Fourbechiens
    - Vergnies : Vergnotins

  - Gerpinnes : Gerpinnois (Bourjwès en dialecte local)
    - Acoz : Acoziens
      - Lausprelle : Lausprellois

    - Gerpinnes : Gerpinnois
      - Fromiée : Fromiéens
      - Hymiée : Hymiéens

    - Gougnies : Gougnaciens
    - Joncret : Joncrétois ou Joncrettois
    - Loverval : Lovervalois
    - Villers-Poterie : Villersois

  - Ham-sur-Heure-Nalinnes : Ham-Nalinnois
    - Cour-sur-Heure : Courois (Bidaudus en dialecte local) 
      - Gomerée : Gomeréens

    - Ham-sur-Heure : Hamois (Bourquîs en dialecte local) 
      - Beignée : Beignois (Beignetîs en dialecte local)

    - Jamioulx : Jameloviens
    - Marbaix: Marbaisiens
    - Nalinnes : Nalinnois (Marloyats en dialecte local)

  - Hensies : Hensitois
    - Hainin : Haininois
    - Montroeul-sur-Haine : Montrœulois
    - Thulin : Thulinois

  - Honnelles : Honnellois
    - Angre : Angrois
    - Angreau : Angréotois
    - Athis : Athisois
    - Autreppe : Autreppois
    - Erquennes : Erquennois
    - Fayt-le-Franc : Faytois
    - Marchipont : Marchipontois
    - Montignies-sur-Roc : Montagnards
    - Onnezies : Onneziens (Leûs en dialecte local)
    - Roisin : Résinois ou Raisinois
      - Meaurain : Meaurainois

  - Jurbise : Jurbisiens
    - Erbaut : Erbautois
    - Erbisœul : Erbisoeulois
    - Herchies (Belgique) : Herciniens (Erciniens en dialecte local)
      - Vacresse : Vacressois

    - Masnuy-Saint-Jean : Masnuysiens
    - Masnuy-Saint-Pierre : Masnuysiens

  - La Louvière : Louviérois (loup en dialecte local)
    - Besonrieux : Besonrichois
    - Boussoit : Buxiniens
    - Haine-Saint-Paul : Hainois
    - Haine-Saint-Pierre : Hainois
      - Jolimont : Jolimontois

    - Houdeng-Aimeries : Houdinois
    - Houdeng-Goegnies : Houdinois
    - Maurage : Maurageois
    - Saint-Vaast : Saint-Vaastois
    - Strépy-Bracquegnies : Strépytois
      - Bracquegnies : Bracqueniérois

    - Trivières : Triviérois

  - Le Roeulx : Rhodiens
    - Gottignies : Gottignards
    - Mignault : Mignaultois
    - Thieu : Thiérois
    - Ville-sur-Haine : Villois

  - Lens (Belgique) : Lensois
    - Bauffe : Bauffois
    - Cambron-Saint-Vincent : Cambroniens
    - Lombise : Lombisiens ou Lombisois
    - Montignies-lez-Lens : Montagnards

  - Les Bons Villers : Bonsvillersois
    - Frasnes-lez-Gosselies : Frasnois
    - Mellet : Melletois
    - Rèves : Révois
    - Villers-Perwin : Villersois
    - Wayaux : Wayautois

  - Lessines : Lessinois
    - Bois-de-Lessines : Bois-de-Lessinois
    - Ghoy : Ghoyciens
    - Deux-Acren : Acrenois
    - Ogy : Ogyciens
    - Ollignies : Ollignois
    - Papignies : Papignois
    - Wannebecq : Wannebecquois

  - Leuze-en-Hainaut : Leuzois
    - Blicquy : Bliquytois ou Blicquytois ou Blicquyquois ou Blicquysiens
    - Chapelle-à-Oie : Chapellois
    - Chapelle-à-Wattines : Chapellois
    - Gallaix : Gallaisiens
    - Grandmetz : Grandmetois
    - Pipaix : Pipaisiens
    - Thieulain : Thieulinois
    - Tourpes : Tourpiers
    - Willaupuis : Willaupuisiens

  - Lobbes : Lobbain
    - Bienne-lez-Happart : Biennois
    - Mont-Sainte-Geneviève : Oumontois
    - Sars-la-Buissière : Sartois

  - Manage : Manageois
    - Bellecourt : Bellecourtois
    - Bois-d’Haine : Bois-d’Hainois
    - Fayt-lez-Manage : Faytois
    - La Hestre : Hestrois

  - Merbes-le-Château : Merbiens
    - Fontaine-Valmont : Fontainois
    - Labuissière : Labuissiérois
    - Merbes-Sainte-Marie : Merbiens

  - Momignies : Momigniens
    - Beauwelz : Beauwelziens
    - Forge-Philippe : Forgeois
    - Macon : Maconnais
    - Macquenoise : Macquenosiens ou Macquenoisiens
    - Monceau-Imbrechies : Moncellois
      - Imbrechies : Imbrechiens

    - Seloignes : Selognois

  - Mons (Chef-lieu de province) : Montois
    - Ciply : Ciplyciens ou Ciplyssiens
    - Cuesmes : Cuesmois
    - Flénu : Flénusiens
    - Ghlin : Ghlinois
    - Harmignies : Harmigniens ou Harmegniens
    - Harveng : Harvengtois
    - Havré : Havrésien
    - Hyon : Hyonnais
    - Jemappe : Jemappiens
    - Maisières : Maisièrois
    - Mesvin : Mesvinois
    - Nimy : Nimysiens
    - Nouvelles : Nouvellois
    - Obourg : Obourgeois
    - Saint-Denis : Dionysiens
    - Saint-Symphorien : Symphorinois
    - Spiennes : Spiennois
    - Villers-Saint-Ghislain : Villersois

  - Mont-de-l'Enclus : Enclusiens
    - Amougies : Amougiciens
    - Anseroeul : Anserœulois
    - Orroir : Orrésiens
    - Russeignies : Russeigniens ou Russeignois

  - Montigny-le-Tilleul : Montagnards
    - Landelies : Landelins

  - Morlanwelz : Morlanwelziens
    - Morlanwelz
      - Mariemont : Mariemontois

    - Carnières : Carniérois
    - Mont-Sainte-Aldegonde : Aldegondois

  - Mouscron : Mouscronnois ( Hurlus en dialecte local)
    - Dottignies : Dottigniens
    - Herseaux : Herseautois
    - Luingne : Luingnois

  - Pecq : Pecquois
    - Esquelmes : Esquelmois
    - Hérinnes : Hérinnois
    - Obigies : Obégiens
    - Warcoing : Warquinois

  - Péruwelz : Péruwelziens
    - Baugnies : Baugnisiens
      - Ponange : Ponangeois

    - Bon-Secours : Bonsecourois
    - Braffe : Braffois
    - Brasmenil : Brasmenilois ou Bramenilois
    - Bury : Burynois ou Burinois
    - Callenelle : Callenellois
    - Roucourt : Roucourtois
    - Wasmes-Audemez-Briffœil : Wasmois
      - Audemez : Audeméziens
      - Briffoeil : Briffœillois

    - Wiers : Wiersiens

  - Pont-à-Celles : Cellipontins
    - Thiméon : (Thumionys en dialecte local)

  - Quaregnon : Quaregnonnais
  - Quévy : Quévysiens
  - Quiévrain : Quiévrainois ou Quiévrenois
  - Rumes : Rumois
  - Saint-Ghislain : Saint-Ghislainois ou Saint-Ghislénois
  - Seneffe : Seneffois
  - Silly : Silliens
  - Sivry-Rance
    - Sivry : Chevrotins
    - Rance : Beclersiens
    - Montbliart : Montbliartois
    - Grandrieu : Granrivains
    - Sautin : Sautinois

  - Soignies : Sonégiens
  - Thuin : Thudiniens
    - Ragnies : Ragnicoles

  - Tournai : Tournaisiens
    - Kain: Kainois
    - Froyennes: Froyennois
    - Templeuve: Templeuvois

### Province de Liège
- Liégeois(e)
  - Amay : Amaytois
    - Ampsin : Ampsinois
    - Flône : Flônois
    - Jehay : Jehaytois
    - Ombret-Rawsa: Ombrétois

  - Amblève : Amélois
  - Ans : Ansois
  - Anthisnes : Anthisnois
  - Aubel : Aubelois
  - Awans : Awansois
  - Aywaille : Aqualien
  - Baelen : Baelenois
  - Bassenge : Bassengeois
  - Berloz : Berloziens
  - Beyne-Heusay : Beynois
  - Blegny : Blegnytois
  - Braives : Braivois
  - Bullange : Bullangeois
  - Burdinne : Burdinnois
  - Burg-Reuland : Burg-Reulandais
  - Butgenbach : Butgenbachois
  - Chaudfontaine : Calidifontains
    - Beaufays : Belfagétains
    - Embourg : Embouriens
    - Vaux-sous-Chèvremont : Valcaprimontois

  - Clavier : Claviérois
  - Comblain-au-Pont : Comblennois[2],[3],[4] ou Comblenois[2],[5],[6].
  - Crisnée : Crisnéens
  - Dalhem : Dalhemois
  - Dison : Disonais
  - Donceel : Donceelois ou Doncellois
  - Eupen : Eupenois
  - Engis : Engissois
    - Clermont-sous-Huy : Clermontois
    - Éhein : Éhinois
    - Hermalle-sous-Huy : Hermallien

  - Esneux : Esneutois
  - Faimes :Faimois
  - Ferrières : Férrusiens
  - Fexhe-le-Haut-Clocher : Fexhois
  - Flémalle : Flémallois
  - Fléron : Fléronnais
  - Geer : Geerois
  - Grâce-Hollogne : Gracieux-Hollognois
  - Hamoir : Hamoiriens
  - Hannut : Hannutois
  - Héron : Héron(n)ais
  - Herstal : Herstalien
    - Liers : Liersois
    - Milmort : Milmortois
    - Vottem : Vottemois

  - Herve : Hervien
  - Huy : Hutois
  - Jalhay : Jalhaytois
  - Juprelle : Juprellois
  - La Calamine : Calaminois
  - Liège (chef-lieu de province) : Liégeois
    - Angleur : Angleurois
    - Bressoux : Bressoutois
    - Chênée : Chênéens
    - Cointe : Cointois
    - Glain : Glaintois
    - Grivegnée : Grivegnéens
    - Jupille-sur-Meuse : Jupillois
    - Rocourt : Rocourtois
    - Sclessin : Sclessinois
    - Sainte-Walburge : Saint-Walburgeois
    - Wandre : Wandruziens
    - Xhovémont : Xhovémontois

  - Lierneux : Lierneusiens
  - Limbourg : Limbourgeois
  - Lincent : Lincentois
  - Lontzen : Lontzenois
  - Raeren : Raerenois
  - Malmedy : Malmedien
  - Marchin : Marchinois
  - Modave : Modaviens
  - Nandrin : Nandrinois
  - Neupré : Neupréens
  - Olne : Olnois
  - Oreye : Orétois
  - Ouffet : Ouffetois
  - Oupeye : Oupéyens
  - Pepinster : Pepins
  - Plombières : Plombimontois
  - Remicourt : Remicourtois
  - Saint-Georges-sur-Meuse : Saint-Georgiens
  - Saint-Nicolas : Saint-Niclausiens  ou Saint-Clausiens
  - Saint-Vith : Saint-Vithois
  - Seraing : Serésiens
  - Soumagne : Soumagnards
  - Spa : Spadois
  - Sprimont : Sprimontois
  - Stavelot : Stavelotains
  - Stoumont : Stoumontois
  - Theux : Theutois
    - Polleur : Pollinois

  - Thimister-Clermont
    - Thimister : Thimistériens

  - Tinlot : Tinlotois
  - Trois-Ponts : Tripontains ou Trois-Pontois
  - Trooz : Troozien
  - Verlaine : Verlainois
  - Verviers : Verviétois
    - Stembert : Stembertois

  - Villers-le-Bouillet : Villersois
  - Visé : Visétois
  - Waimes : Waimerais
  - Wanze : Wanzois
  - Waremme : Waremmiens
  - Wasseiges : Wasseigeois
  - Welkenraedt : Welkenraedtois

### Province de Luxembourg
- Luxembourgeois(e)
  - Arlon (chef-lieu de province) : Arlonais
  - Attert : Attertois
  - Aubange : Aubangeois
  - Bastogne : Bastognards
  - Bertrix : Bertrigeois  ou Bertigeots
  - Bouillon : Bouillonnais
  - Chiny : Chiniens
  - Daverdise : Daverdissois
  - Durbuy : Durbuysiens
  - Erezée : Erezéens
  - Étalle : Stabulois
  - Fauvilliers : Fauvillersois
  - Florenville : Florenvillois
  - Gouvy : Gouvions ou Gouvyons
  - Habay : Habaysiens
  - Herbeumont : Herbeumontois
  - Hotton : Hotton(n)ais
  - Houffalize : Houffalois ou Bordjeus
  - La Roche-en-Ardenne : Rochois
  - Léglise : Léglisiens
  - Libin : Libinois
  - Libramont-Chevigny
    - Libramont : Libramontois

  - Manhay : Manhaytois
  - Marche-en-Famenne : Marchois
  - Martelange : Martelangeois
  - Meix-devant-Virton : Méchois ou Meichois
  - Messancy : Messancéens
  - Musson : Musson(n)ais
  - Nassogne : Nassognards
  - Neufchâteau : Chestrolais ou Novocastéliens (rare)
  - Paliseul : Paliseulois
  - Rendeux : Rendeusiens
  - Rouvroy : Rouvirois
  - Sainte-Ode : Sainte-Odois
  - Saint-Hubert : Saint-Hubertois
  - Saint-Léger : Léodégariens
  - Tellin : Tellinois
  - Tenneville : Tennevillois
  - Tintigny : Tintignolais
  - Vaux -sur-Sûre : Vaux-Sûrois ou Valsûrois
  - Vielsalm : Salmiens
  - Virton : Virtonnais
  - Wellin : Wellinois

### Province de Namur
- Namurois(e)
  - Andenne : Andennais(e)
    - Bonneville : Bonnevillois(e)
    - Coutisse : Coutissois(e)
    - Landenne : Landennais(e)
    - Maizeret : Maizerétois(e)
    - Namêche : Namêchois(e)
    - Sclayn : Sclaynois(e)
    - Seilles : Seillois(e)
    - Thon-Samson : Thon-Samsonais(e)
    - Vezin : Vezinois(e)

  - Anhée : Anhétois(e)
    - Annevoie-Rouillon : Annevoyard(e)
      - Hun : Huntois(e)

    - Bioul : Bioulais(e)
    - Denée : Denéen(ne)
      - Maredsous : Maredsolien(ne)

    - Haut-le-Wastia : Haut-le-Wastiais(e)
    - Sosoye : Sosoyen(ne)
      - Maredret : Maredretois(e)

    - Warnant : Warnantais(e)
      - Salet : Salétois(e)

  - Assesse : Assessois(e)
    - Courrière : Courriérois(e)
    - Crupet : Crupétois(e)
      - Jassogne : Jassognais(e)

    - Florée : Floréen(ne)
      - Maibelle : Maibellois(e)

    - Maillen : Maillenois(e)
      - Ivoy : Ivoyen(ne)

    - Sart-Bernard : Sartois(e)
    - Sorinne-la-Longue : Sorinnois(e)

  - Beauraing : Beaurinois(e)
    - Baronville : Baronvillois(e)
    - Dion : Dionais(e)
    - Felenne : Felennois(e)
    - Feschaux : Feschautois(e)
    - Focant : Focantais(e)
    - Froidfontaine : Froidfontainois(e)
    - Gozin : Gozinois(e)
    - Honnay : Honnasien(ne)
      - Revogne : Revognois(e)

    - Javingue : Javinguois(e)
      - Sevry : Sevrytois(e)

    - Martouzin-Neuville : Martouzinois(e)
    - Pondrôme : Pondrômois(e)
    - Vonêche : Vonêchois(e)
    - Wancennes : Wancennois(e)
    - Wiesme : Wiesmois(e)
    - Winenne : Winennois(e)

  - Bièvre : Biévrois(e)
    - Baillamont : Baillamontois(e)
    - Bellefontaine : Bellefontainois(e)
    - Cornimont : Cornimontois(e)
    - Graide : Graidois(e)
    - Gros-Fays : Gros-Faytois(e)
    - Monceau-en-Ardenne : Moncellois(e)
    - Naomé : Naoméen(ne)
    - Oizy : Oizyen(ne)
    - Petit-Fays : Petit-Faytois(e)

  - Cerfontaine : Cerfontainois
  - Ciney : Cinaciens
  - Couvin : Couvinois
    - Pesche : Peschelots ou Pescoti
    - Petigny : Petignolais
    - Petite-Chapelle : Petits-Chapellois
    - Presgaux : Presgautois

  - Dinant : Dinantais
  - Doische : Doischiens
  - Éghezée : Éghezéens
    - Leuze : Leuzois

  - Fernelmont : Fernelmontois(e)
    - Bierwart : Bierwartais(e)
    - Cortil-Wodon : Cortilois(e), Cortisien(ne)/Wodonais(e)
    - Forville : Forvillois(e)
    - Franc-Waret : Franc-Waretois(e)
    - Hemptinne : Hemptinnois(e)
    - Hingeon : Hingeonais(e)
    - Marchovelette : Marchovelettois(e)
    - Noville-les-Bois : Novillois(e)
    - Pontillas : Pontillassien(ne)
    - Tillier : Tilliérois(e)

  - Floreffe : Floreffois
  - Florennes : Florennois
  - Fosses-la-Ville : Fossois
  - Gedinne : Gedinnois
  - Gembloux : Gembloutois
    - Grand-Leez : Grand-Leeziens
    - Mazy : Mazyciens
    - Sauvenière : Sauvenièrois

  - Gesves : Gesvois
  - Hamois : Hamoisiens
  - Hastière : Hastiérois
  - Havelange : Havelangeois
  - Houyet : Houyétois
  - Jemeppe-sur-Sambre : Jemeppois
    - Spy : Spyrous

  - La Bruyère : Bruyérois
  - Mettet : Djobins
  - Namur (chef-lieu de province et capitale de la Région wallonne) : Namurois
  - Ohey : Oheytois
  - Onhaye : Onhaytois ou Walhérois
  - Philippeville : Philippevillains
  - Profondeville : Profondevillois
  - Rochefort : Rochefortois
  - Sambreville : Sambrevillois
    - Tamines : Taminois

  - Sombreffe : Sombreffois
  - Ligny (Belgique): Lignard
  - Somme-Leuze : Somme-Leuziens ou Somme-Leuzois
  - Viroinval : Viroinvalois
  - Vresse-sur-Semois : Vressois
  - Walcourt : Walcouriens
  - Yvoir : Yvoirien

## Régions sans signification politique
- Ardenne : Ardennais(e)
- Borinage : Borain(e)
- Brabant : Brabançon(ne)
- Calestienne : Calestiennais(e)
- Campine : Campinois(e)
- Condroz : Condrusien(ne)
- Eifel : Eifelois(e)
- Entre-Sambre-et-Meuse : Intersambriomosan(e)
- Fagne : Fagnard(e)
- Famenne : Famennois(e)
- Flandres : Les Flandres, au pluriel, désignent souvent l'ensemble formé par la province de Flandre occidentale et la province de Flandre orientale : Flandrien(ne)
- Forêt de Soignes : Sognien(ne)
- Gaume : Gaumais(e)
- Hainaut : Hainuyer, Hainuyère
- Hautes Fagnes : Fagnard(e)
- Hesbaye : Hesbignon(ne)
- Lorraine belge : Lorrain(e)
- Pays de Herve : Hervien(ne)
- Thiérache : Thiérachien(ne)